# Arenys de Munt
Arenys de Munt es un municipio español de la provincia de Barcelona, Cataluña, situado en la comarca de El Maresme. Tiene una población de 8654 habitantes (INE 2014) y una superficie de 21,3 km². El centro urbano se encuentra a 4 kilómetros de Arenys de Mar, 10 kilómetros de Mataró y 45 km de Barcelona.

## Historia
La primera mención de Arenys de Munt es de la parroquia de San Martín de Arenys en un precepto del rey franco Luis el Tartamudo dado el 878 al obispo Frodoí de Barcelona donde este recibía diferentes concesiones. Formaba parte del obispado de Gerona. El 998 aparece por primera vez el topónimo Arenys (Arennis), referido a los arenales del arroyo. El lugar formaba parte del término jurisdiccional del castillo de Montpalau (Pineda de Mar), que acabó dentro del vizcondado de Cabrera. Desde el siglo XI hasta 1813, los Tries (sustituidos el XVI por Jalpí) fueron los alcaldes de Arenys, gracias al vizconde. En 1514 se empieza la construcción del actual campanario de la iglesia de San Martín de Arenys, que se acaba en 1518. En 1540 derriba el antiguo edificio de la iglesia y se construye la actual.
En 1574, los habitantes del barrio marítimo de Arenys pidieron al obispo de Gerona de tener una iglesia propia, lo que fue concedida en 1575, dando lugar a la iglesia de Santa María de Arenys. En 1599, los Montcada, señores del vizcondado de Cabrera, dieron permiso a los habitantes de este barrio de tener consejo municipal propio, dando lugar a Arenys de Mar.
San Martín de Arenys tuvo una participación destacada en la Guerra del Francés, entre otras cosas por la situación geográfica (el macizo del Montnegre) y por los vínculos familiares que tenía el general Francisco Milans del Bosch. Entre otros, cabe destacar la parada del intento del asedio a la ciudad de Gerona en 1808 de tropas que venían de Barcelona, o el asalto a un convoy imperial que iba hacia Hostalric el 1809. Las represalias de los franceses, con detenciones y saqueos, causaron estragos en la población.
Durante el siglo XVIII el pueblo sufrió un aumento exponencial de población (585 en 1717, 1420 en 1787, 3305 en 1850), que se estancó debido a la crisis de la filoxera y el atractivo de zonas más industrializadas. De hecho, el agricultura, mediante el cultivo de la fresa, los cerezos y la viña, ha sido la actividad tradicional básica, que se ha ido sustituyendo por la industria, originalmente surgida de la manufactura de las bolillos, que acabó por desarrollar una importante industria textil por el pueblo durante el  XIX, especialmente de producción de toallas. A partir de los años 1950 la industria se diversificó y además de las toallas, se encuentran también otras fábricas dedicadas a la producción de tejidos estrechos, tintes o licores, por ejemplo. Esta reindustrialización permitió que el pueblo siguiera creciendo en número de habitantes (en 1970 superó los 4000 habitantes). Más recientemente, el fenómeno residencial ha permitido que el municipio llegara a superar los 8000 habitantes.
Arenys de Munt ha adquirido trascendencia y notoriedad en la política catalana por ser el origen de las Consultas sobre la independencia de Cataluña, con la celebración de la  primera consulta, el 13 de septiembre de 2009. El 13 de septiembre de 2012, Arenys de Munt se proclamó Territorio Catalán Libre.

## Demografía
Arenys de Munt cuenta con una población de 9458 habitantes (INE 2024).
| Gráfica de evolución demográfica de Arenys de Munt entre 1842 y 2021                                                  |
| |
| Población de derecho según los censos de población del INE. Población de hecho según los censos de población del INE. |

## Administración y política

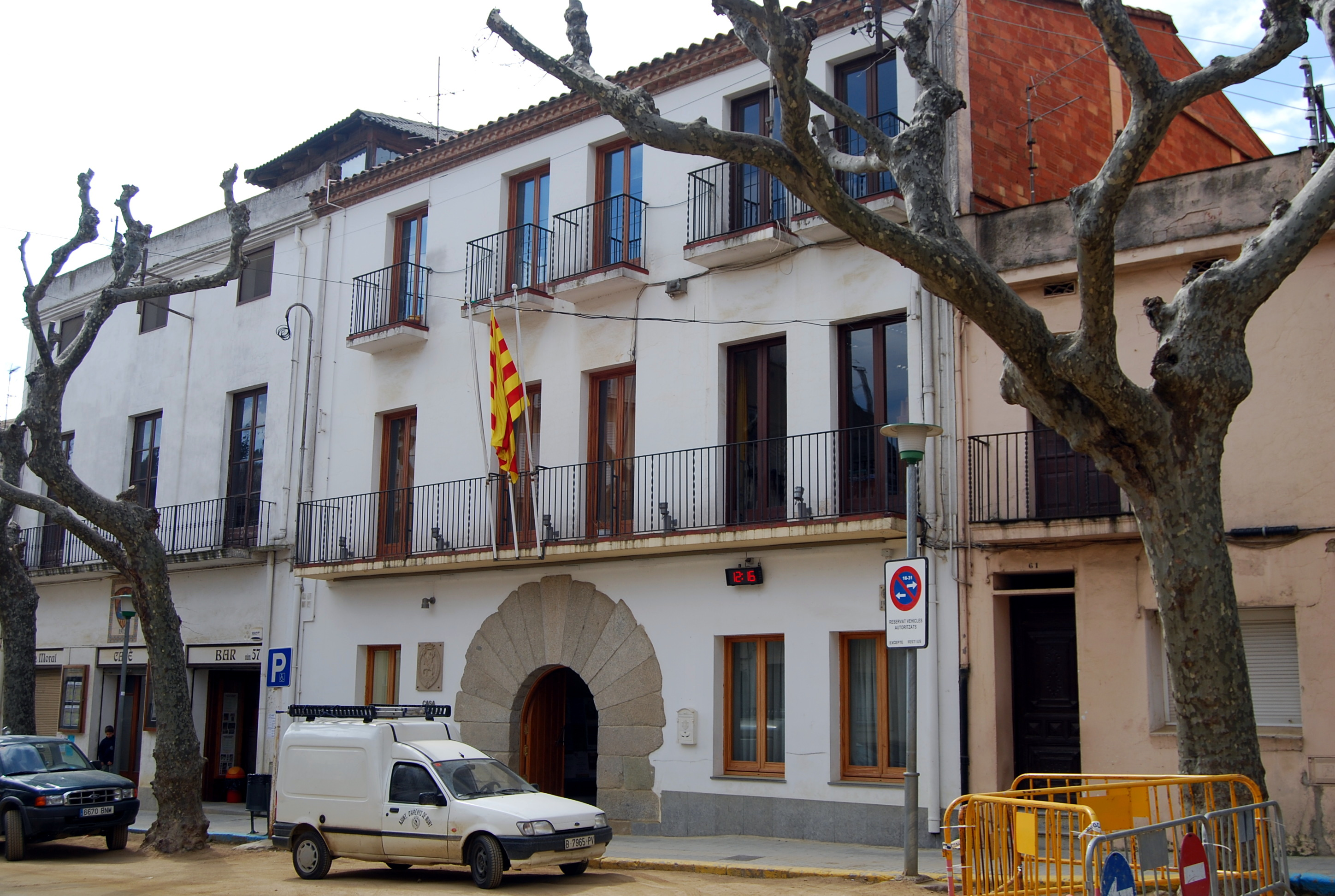
Casa consistorial

### Elecciones municipales
- Resultado de las elecciones municipales de 2021.

| Partido | Votos | Concejales | ERC | 1088 (28,09%) | 6 | Junts | 1300 (33,57%) | 4 | PSC | 413 (10,66%) | 2 | CUP | 404 (10,43%) | 1 |

## Patrimonio
- Can Borrell, masía del siglo XVI
- Iglesia de San Martín, siglo XVI
- Castillo Can Jalpí
- Ruinas de la ermita de San Miguel

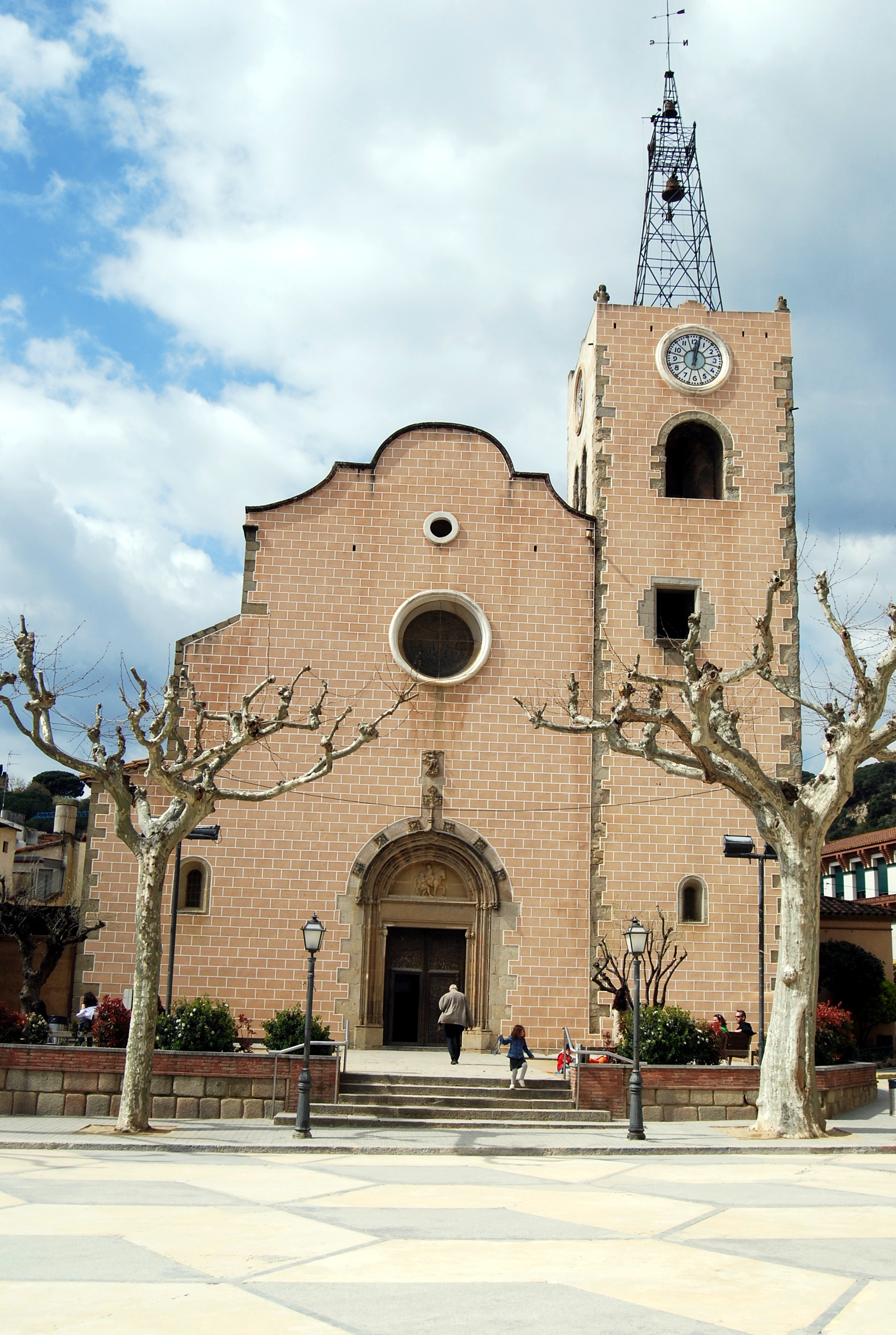
Iglesia de San Martín

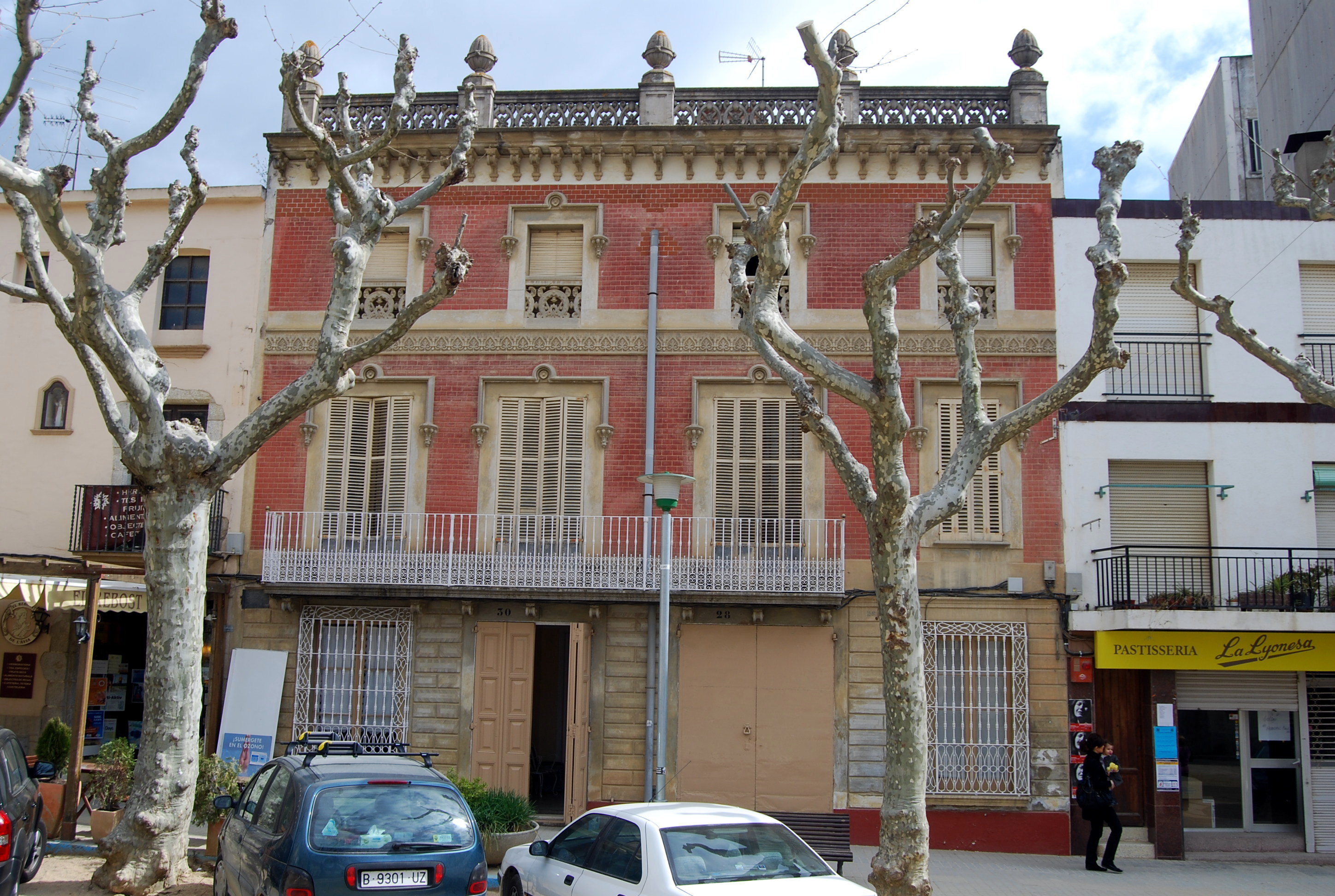
Can Corder

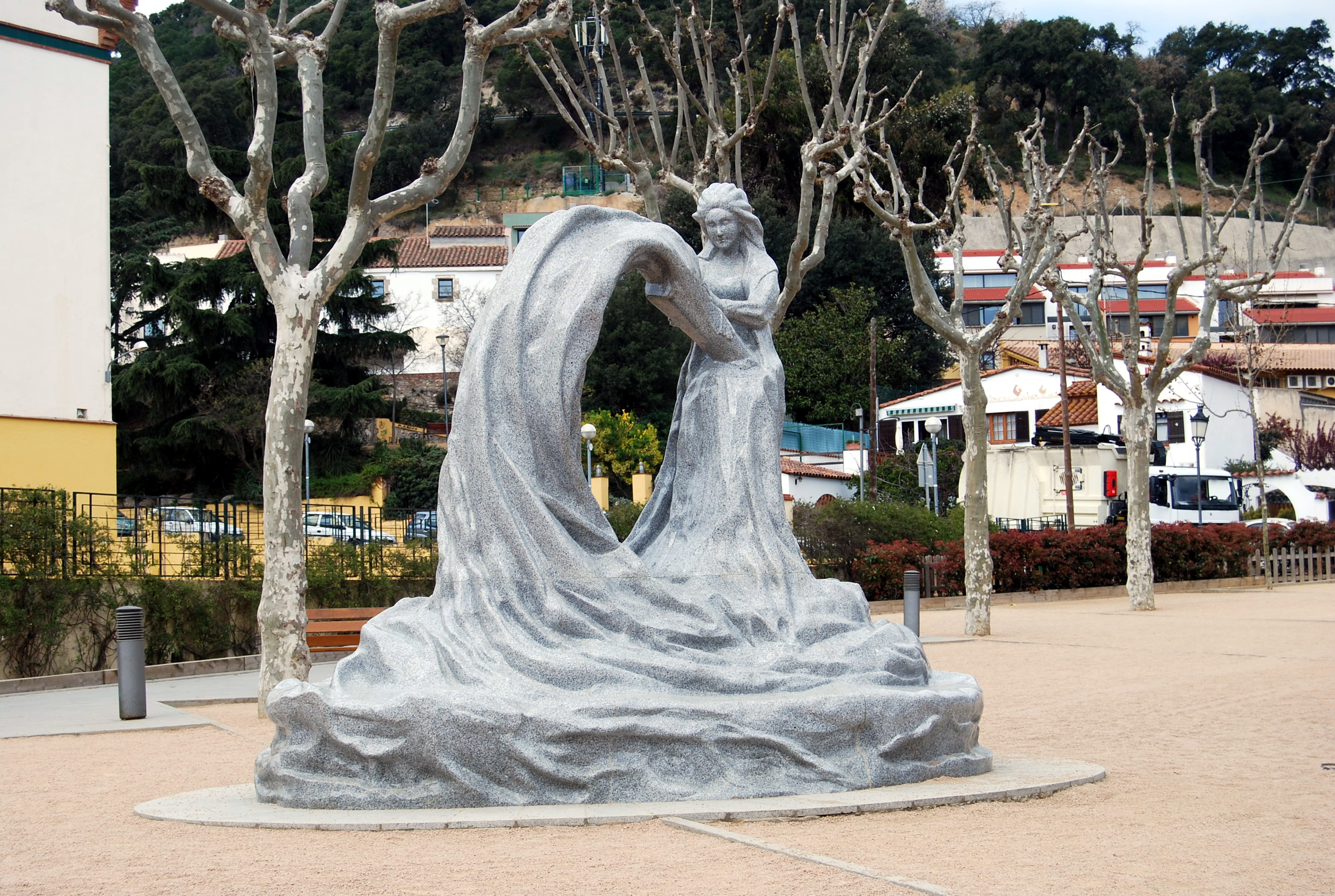
Monument a la Puntaire (2003)

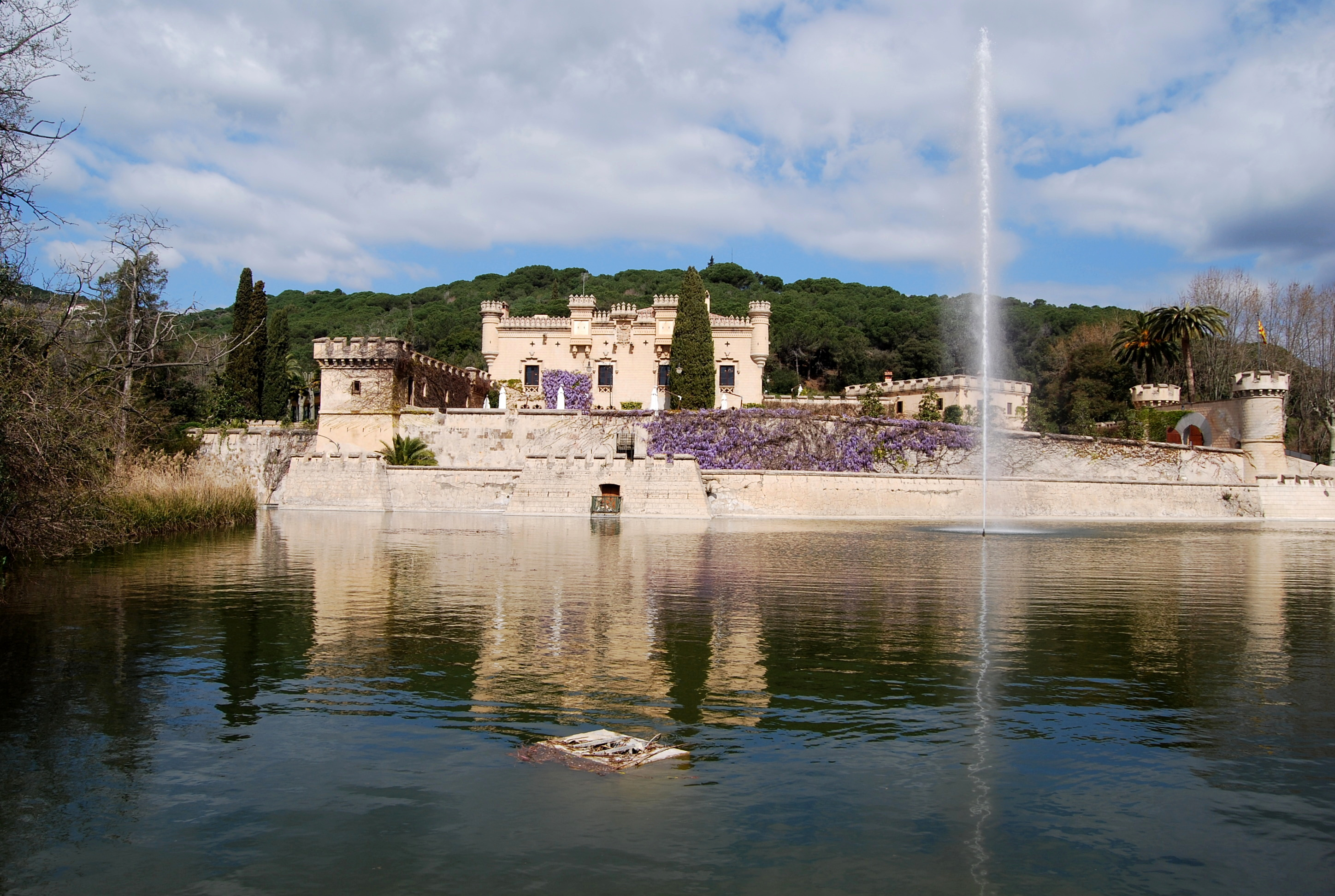
Can Jalpí

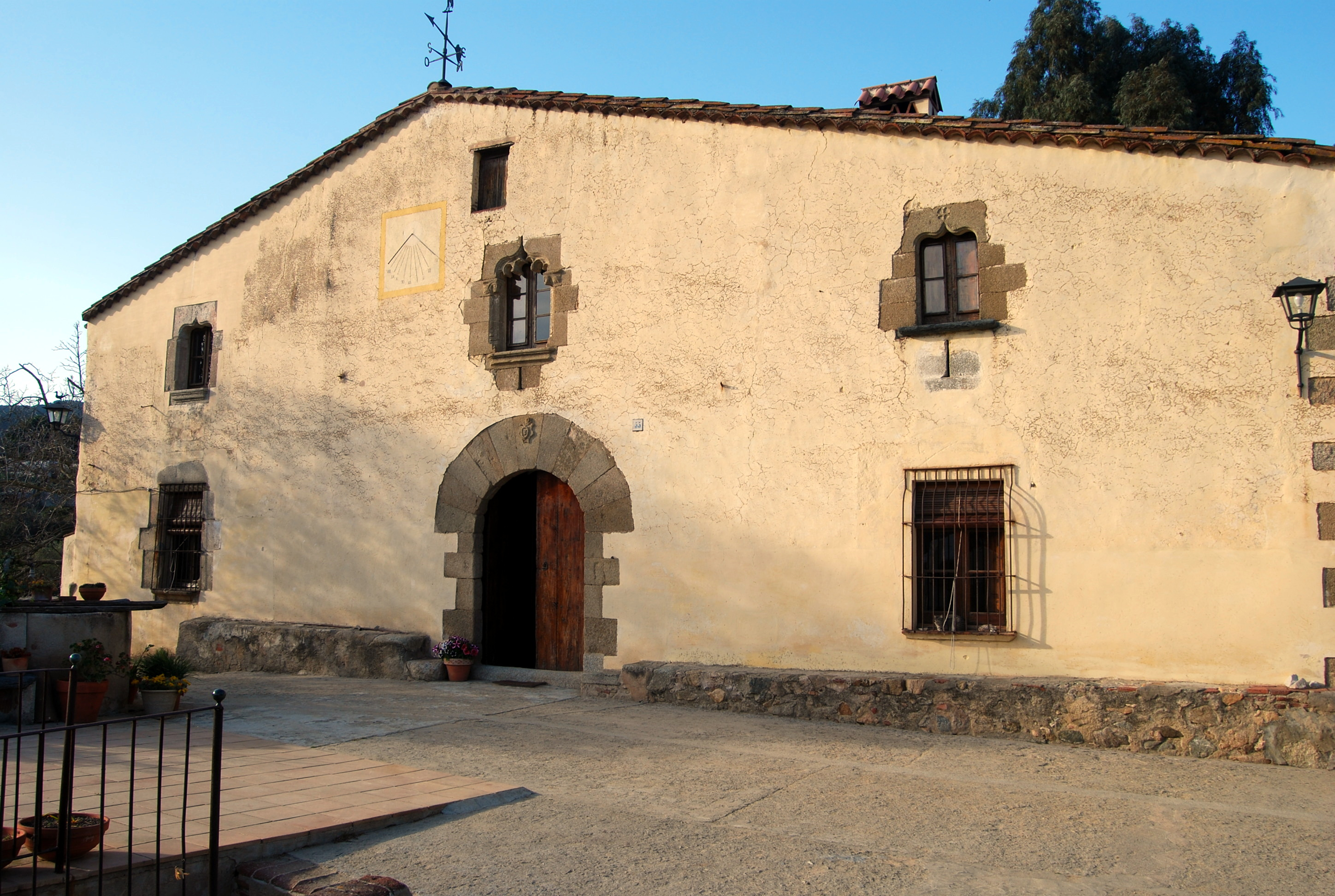
Can Rosell

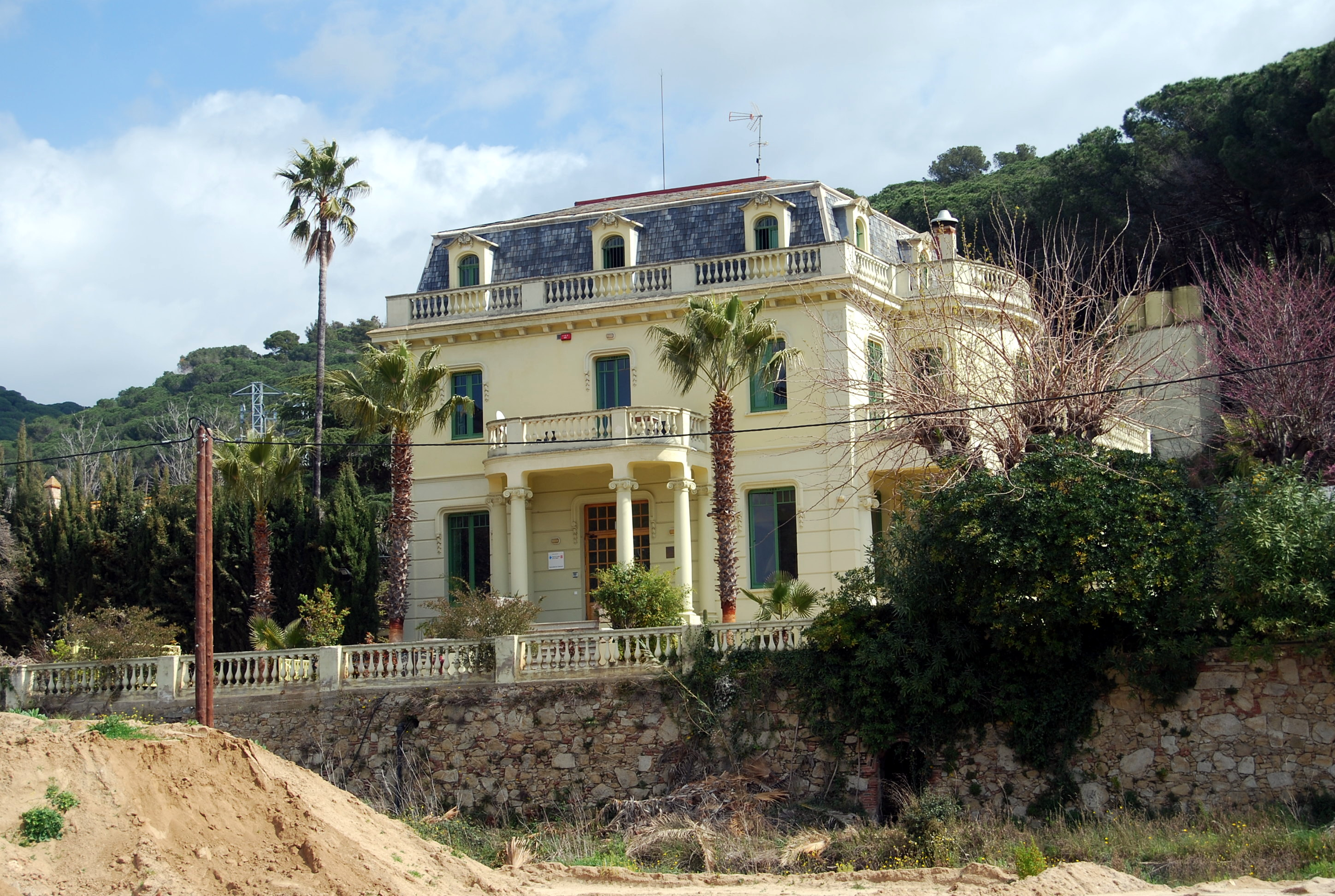
Can Zariquiey

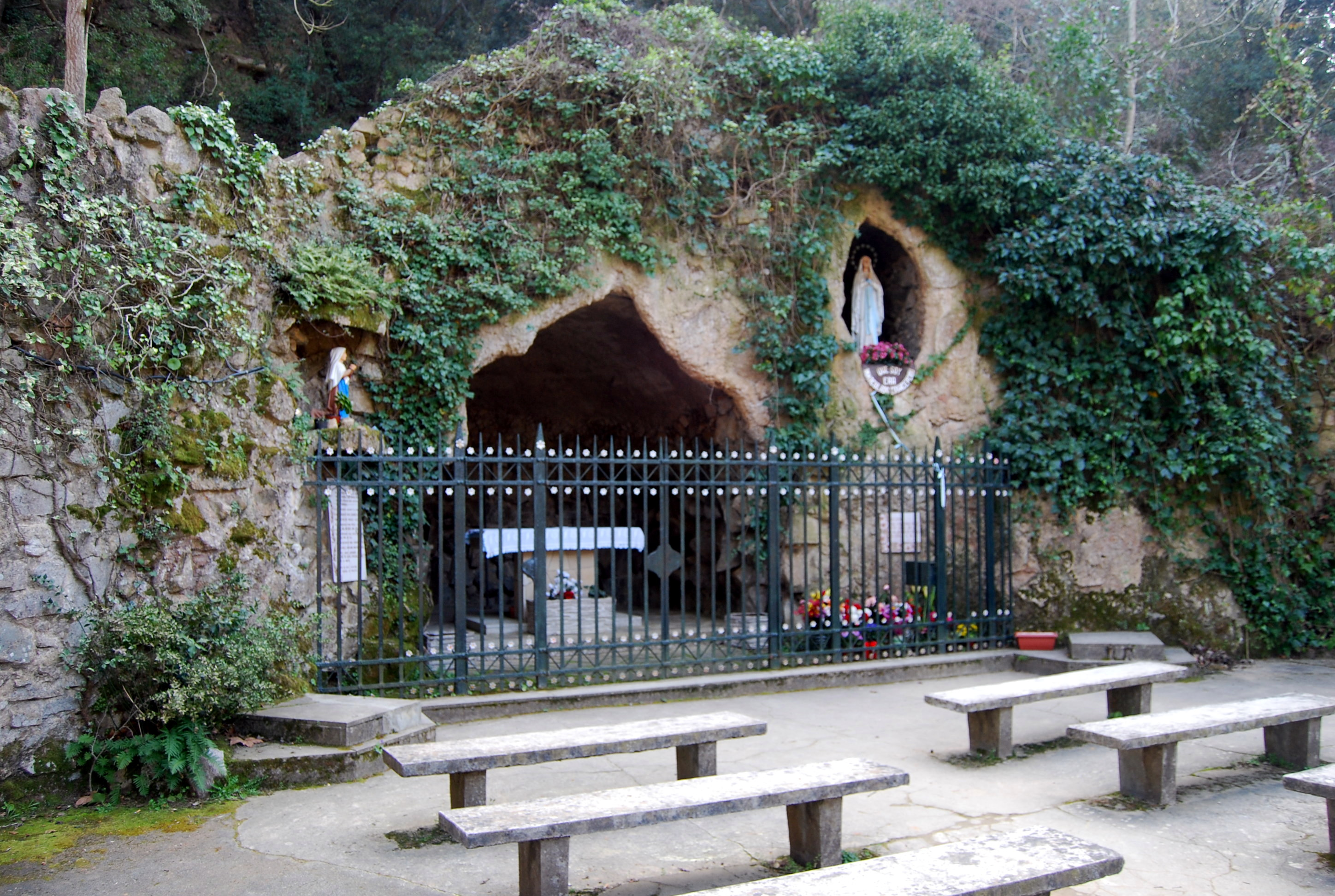
Santuario de la Virgen de Lourdes

- Colegio San Martín, obra posmodernista de Enrique Catá
- Parque de Lourdes

## Deportes

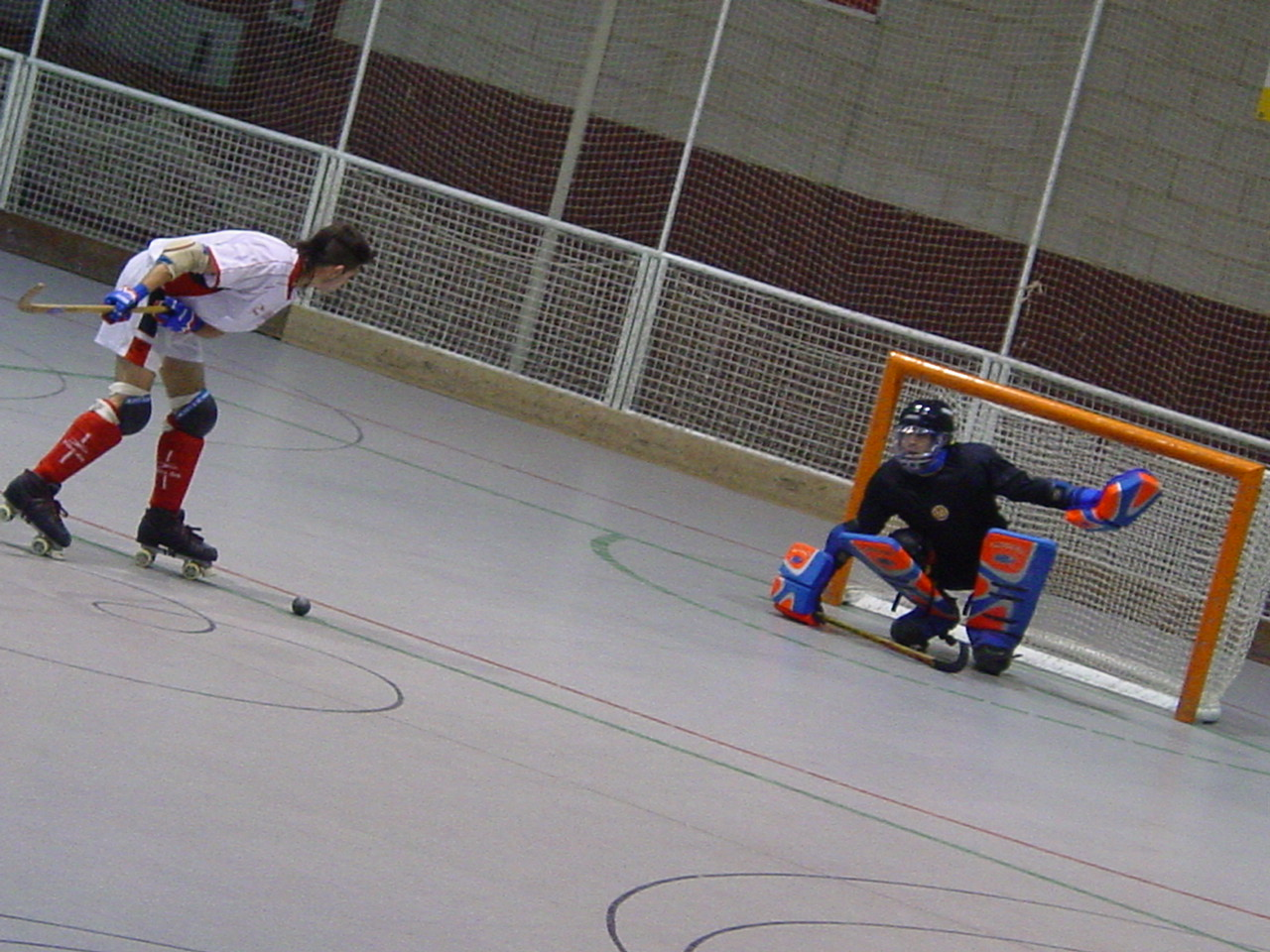
Hockey en el Centro de Deportes

El hockey sobre patines es un deporte muy arraigado en la villa. La Sección de hockey patines del Centro de Deportes Arenys de Munt se fundó en 1960. El inicio del hockey sobre patines en Arenys de Munt se relaciona con la inauguración de la Pista Polideportiva (san Martín, 1959). Su apertura estuvo a cargo del expresidente del COI (Comité Olímpico Internacional), Sr. Juan Antonio Samaranch. Disponer de esta instalación no fue fácil, ya que su construcción dependía de una ayuda -finalmente autorizada- de área de deportes de la Diputación de Barcelona. Este gesto contó con la inestimable intervención del covilatà sr. Manel Roig y Sierra.
El primer presidente del club fue el Sr. Julio Calderero y la entidad quedó encuadrada en la sección estatal "Educación y Descanso". Evidentemente, esta ubicación se explica por el contexto de la época: dictadura franquista. Enseguida, se confeccionó un primer grupo de jugadores. Este estaba formado por: Burch, Graupera, Pujadas, Rucarols y Torras. Todos ellos entendían el hockey como actividad de ocio, donde lo más importante no era competir sino el hecho de ir juntos a patinar.
Entre los años 1961-62, y ya vinculados a nivel federativo, se celebra el primer partido oficial competitivo en un desplazamiento contra la Santboiana.
Poco a poco, el deporte del bastón empieza a coger más vuelo y se va introduciendo -progresivament- entre la gente del pueblo. Así pues, llegamos al año 1967 cuando recoge la presidencia el sr. Antoni Soler. Este encabezamiento es clave para entender la década dorada del club.
Aquella misma temporada (1966-67) el equipo sénior -después de años escalar diferentes categorías- ya alcanza por primera vez el ascenso a  Primera División (lo que hoy se conoce como División de Honor). Aquel equipo era dirigido por el entrenador-jugador sr. Lorente. En años sucesivos, y aún formando parte de la élite, el equipo incluso es capaz de ganar al cuatro veces campeón de Europa (Reus Deportiu) y también al ampliamente galardonado campeón de España (Club patín Voltregà). Paralelamente a ello, la entidad crece por debajo. Se trabaja fuerte para aglutinar una base sólida -formada en exclusividad para jóvenes arenyencs-, los cuales son responsables directos de estos nuevos conjuntos, así como los éxitos de un futuro en vistas inmediato.
Siguiendo la cronología, otro punto a considerar es la creación del Torneo de la Puntaire (temporada 1971/72). En esta primera edición, el campeón fue el Cerdanyola Club Hockey.
El camino ya era imparable. Así, el primer equipo -periodo 1972 / 73- llega a alcanzar un meritorio tercer puesto en la máxima categoría. Obviamente, estos hitos exigieron incorporar jugadores foráneos que completaran la plantilla. Nombres ilustres como: José Cort, Joan Edo, Joan Freixas, Víctor Gasulla, Paco Meya, Federico Olivella, Tino Rodon y Antoni Rodríguez.
Pero sin duda, la página más gloriosa de la entidad -y del equipo grande- la rubrica el subcampeonato en la Recopa de Europa (temporada 1976/77). En su concurso eliminaron equipos como el Club Hockey Sunday 's Vanstahl (Bélgica) y el potente Hockey Novara (Italia). La final perdida (ida-casa: 4-2 y vuelta-fuera 4-2, por lo que el vencedor se tuvo que decidir en los penaltis) se disputó contra el equipo portugués de la AD Oeiras.
Otro salto cualitativo fue la construcción del Pabellón Polideportivo por obligaciones únicamente federativas (1979-80). Por desgracia, esa misma temporada el equipo también pierde la categoría y baja en Primera División Nacional. A pesar de esta desilusión, en la siguiente campaña (1980-1981) se devuelve, de nuevo al esplendor. Hecho que coincide con la retirada de un jugador histórico y carismático como pocos: Joan Edo y Prujà. Ante este anuncio, el club decide organizar un partido de homenaje a su persona. El equipo del segundo ascenso lo integraban: Carles Cumalat, Miquel Galofré, Robert Martori, Pere Mercader, Juan Molina, Manuel Moliner, Lluís Muns, Martí Roca, Miquel Umbert y Josep Verdura.
En el transcurso de 1981-1982, el equipo vuelve a perder la categoría de oro y se inicia un tiempo, donde el espejo de los niños se mueve entre la Federación Española de Patinaje (Primera División Nacional) y la Federación Catalana de patinaje (Primera Catalana).
Llegados ya a una actualidad más cercana (periodo 1996-97), cabe resaltar, y después de 15 años, el tercer ascenso a  División de Honor. El grupo también se caracterizaba por ser básicamente juventud de la casa: Frederic Andreu, Joan Maria Dotras, Gaspar Joseph, Jordi Roca, Jordi Pedrós Guillermo Domínguez. Incluso, el grueso aumentó con la llegada de Marc Comalat para afrontar el reto de la nueva aspiración (1997/98). Aunque ello, el objetivo de mantener la categoría no se consigue.
Y sobre todo haremos mención al equipo femenino, formación que con pocos años y mucho mérito ha sido la más distinguida de un tiempo a esta parte. En su zurrón ya constan varios campeonatos de Cataluña (1998/99 y 2001/02) y de España (1998/99 y 2003/04).
Reconocimiento que ha provocado -por alguna de ellas- también ostentar diferentes campeonatos de Europa y del mundo a nivel de selección. Han formado parte de este equipo a lo largo de su historia jugadoras de talla internacional como son: Noemí Dulsat, Ester Artigas, Maria Majó, Tina Roca, Raquel Santiago, Alba Marín, Jana Verdura, Laia Salicrú, Maria Roca y otros.
El juvenil "a" de la Sección de hockey patines del Centro de Deportes Arenys de Munt actualmente es campeón de España y Europa. El primer equipo acaba de ascender a la OK Liga,  y en la que pudieron votar todos los vecinos residentes y mayores de 16 años. El 96% de los que acudieron a las urnas votaron a favor. El lema de la misma era: "¿Está de acuerdo que Cataluña devenga un Estado de derecho, independiente, democrático y social, integrado en la Unión Europea?".
El evento dio impulso a un movimiento para la promoción de hasta un total de 554 consultas que se realizaron hasta 2010. Dichas consultas contaron con el apoyo de asociaciones independentistas y partidos: los principales, ERC y CDC (parte de la federación CiU). y  votaron 884.508 personas.